# Luís Pimenta
Luís Berkemeier Pimenta (Lisbona, 25 settembre 1981) è un allenatore di calcio portoghese, tecnico del Sogndal.

## Biografia
Nato a Lisbona da padre portoghese e madre tedesca, all'età di 5 anni si è trasferito in Lussemburgo con la famiglia.

## Carriera
Pimenta ha preso la decisione di intraprendere la carriera di allenatore a 15 anni, completando successivamente tutti i corsi di formazione UEFA. Dal Lussemburgo ha fatto ritorno nella capitale portoghese per studiare cinetica umana all'università. Durante il corso di laurea, si è recato a Liverpool per seguire un corso di psicologia e scienze del calcio, oltre ad approfondire la sua conoscenza della lingua inglese. Rientrato in Portogallo, ha conosciuto Gonçalo Pereira, destinato ad essere il suo vice negli anni a venire. Terminato il corso, Pimenta e Pereira sono entrati nello staff tecnico di Rui Jorge al Belenenses. Allo stesso tempo, Pimenta ha lavorato presso la Academia Carlos Queiroz a Carnaxide.
Nel 2011, due dei tecnici conosciuti a Liverpool hanno invitato Pimenta a guidare le giovanili del club norvegese dell'Hønefoss. Il tecnico portoghese ha iniziato la stagione 2014 come vice di Roar Johansen, ma a giugno sono stati entrambi esonerati dalla dirigenza dell'Hønefoss.
Nel settembre del 2014, assumendo la guida del Kongsvinger al posto dell'esonerato André Bergdølmo, il 32enne Pimenta ha iniziato la sua prima e vera esperienza da capo allenatore. La squadra, che militava nella terza serie nazionale, ha conquistato la promozione al termine del campionato di 2. divisjon 2015 con venti punti di distacco sulla seconda classificata. L'anno successivo, il neopromosso Kongsvinger ha chiuso il campionato cadetto al quinto posto e si è qualificato per i play-off, ma ha raggiunto a sorpresa anche la finale della Coppa di Norvegia 2016 persa contro il Rosenborg. A fine stagione ha declinato le offerte di rinnovo, e ha lasciato il club.
Dopo un anno di transizione, Pimenta è diventato capo allenatore degli svedesi del Brommapojkarna, squadra che si apprestava a disputare l'Allsvenskan 2018 dopo le due promozioni ottenute nei due anni precedenti dal tecnico Olof Mellberg. Anche in questo caso ha portato Gonçalo Pereira come suo vice. È stato esonerato dalla dirigenza quando mancavano 10 giornate alla fine, il 5 settembre, a pochi giorni dalla sconfitta per 6-0 contro l'Häcken e dalla comparsa di un'intervista sul quotidiano Aftonbladet in cui l'allenatore portoghese veniva accusato di sessismo, razzismo e bullismo da alcuni suoi giocatori rimasti anonimi.
Il 6 febbraio 2019 è stato nominato nuovo tecnico del Riga FC in Lettonia, ma si è dimesso dopo neppure un mese, prima dell'inizio del campionato, motivando la decisione sul proprio profilo Twitter con l'assenza delle condizioni inizialmente concordate.
Nel luglio del 2020 ha ricevuto l'incarico di allenare le Nazionali norvegesi Under-18 e Under-19.